# Pinckney-Vertrag

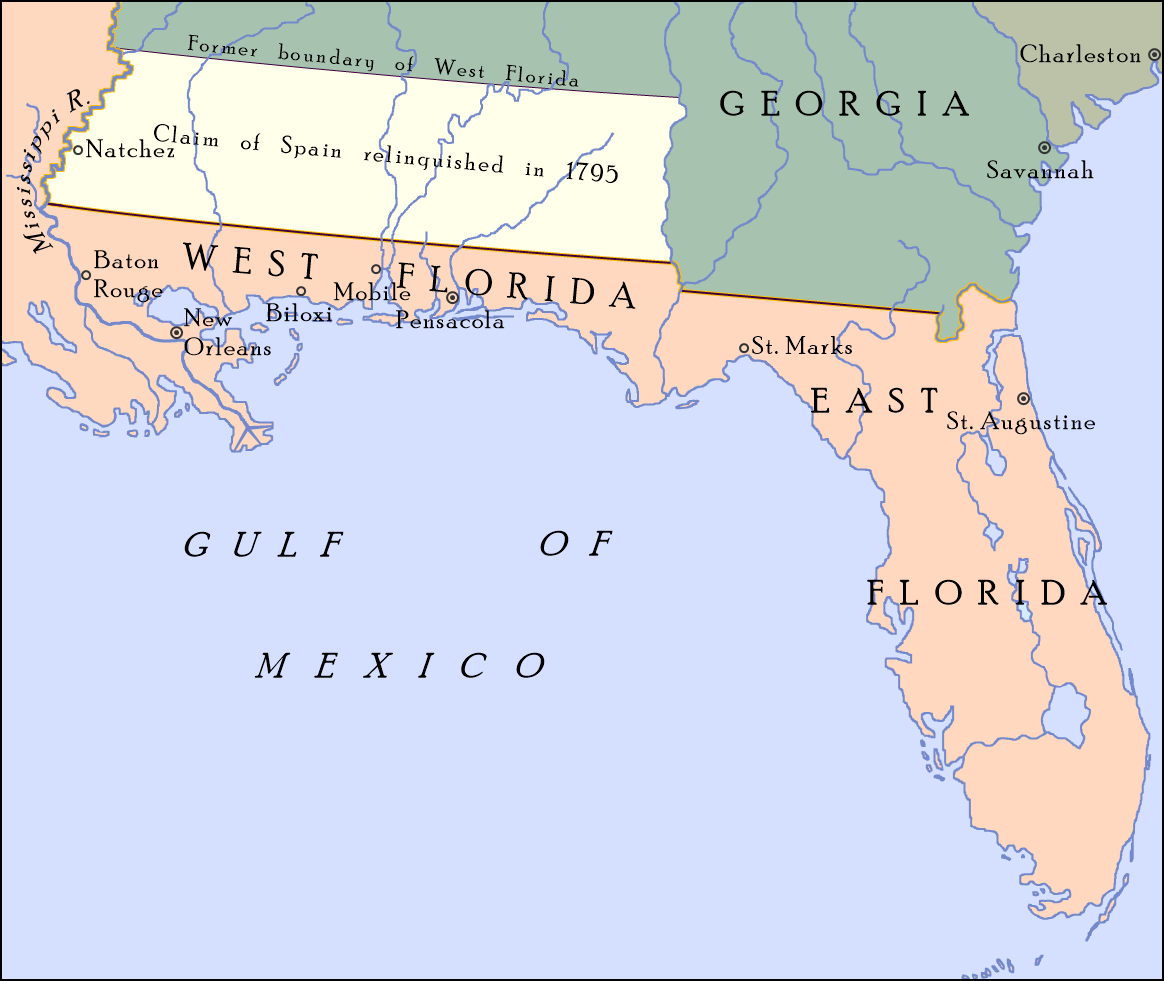
Im Vertrag von Madrid verzichtete Spanien 1795 auf die Nordgebiete Westfloridas.

Der Pinckney-Vertrag (offizieller Titel Treaty of Friendship, Limits, and Navigation Between Spain and The United States, zu Deutsch etwa Vertrag über Freundschaft, Grenzen und Schifffahrt zwischen Spanien und den Vereinigten Staaten, auch bekannt als Vertrag von San Lorenzo oder Vertrag von Madrid) wurde am 27. Oktober 1795 in San Lorenzo de El Escorial unterzeichnet. Er festigte die Bemühungen um eine Freundschaft zwischen den Vereinigten Staaten und Spanien und legte außerdem die Grenzen zu den spanischen Kolonien in Nordamerika fest. Ferner garantierte er den Vereinigten Staaten Schifffahrtsrechte im Mississippi River. Thomas Pinckney verhandelte den Vertrag für die Vereinigten Staaten, während Don Manuel de Godoy Spanien repräsentierte.

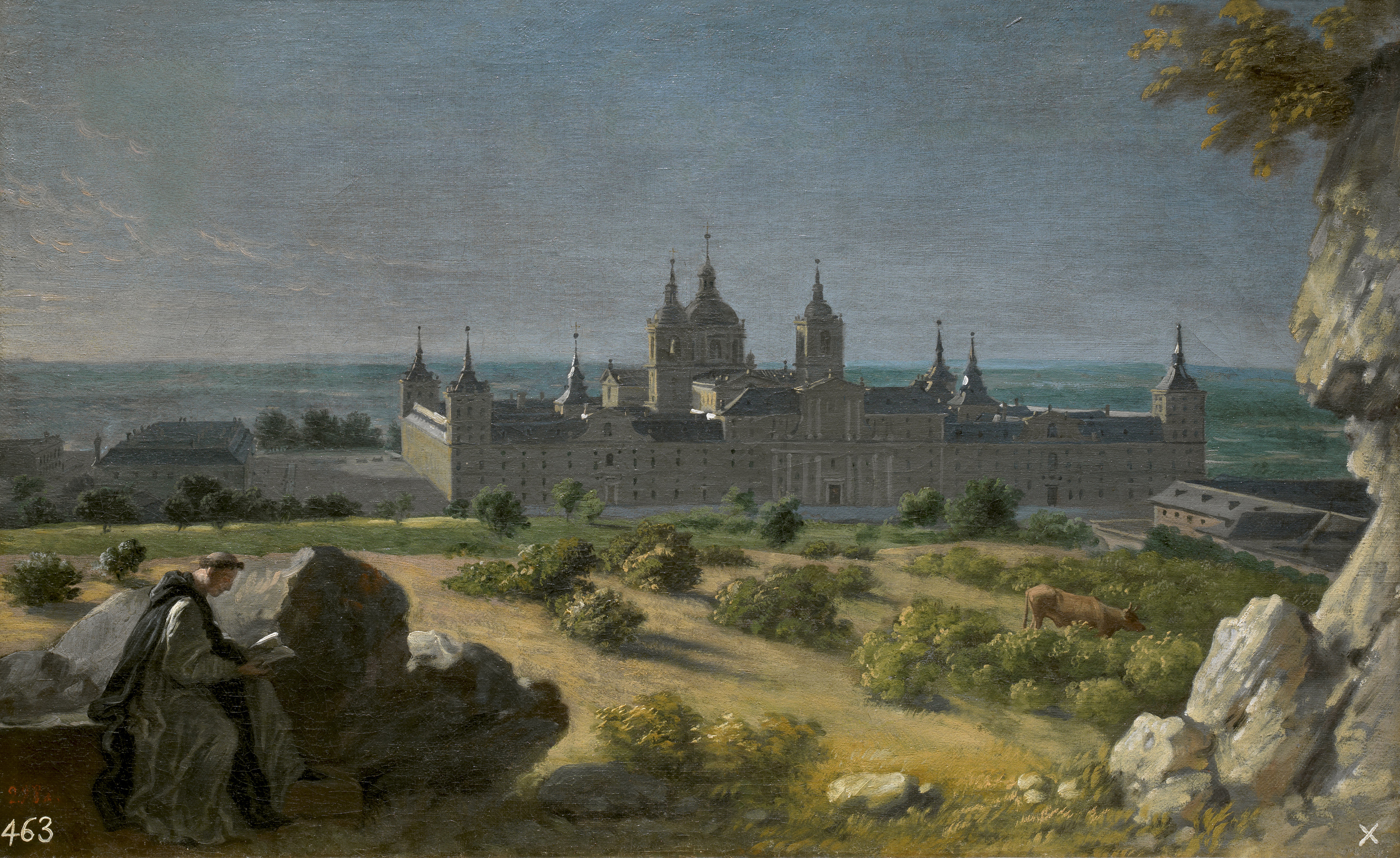
Blick auf das Kloster El Escorial. Gemälde von Michel-Ange Houasse von 1723.

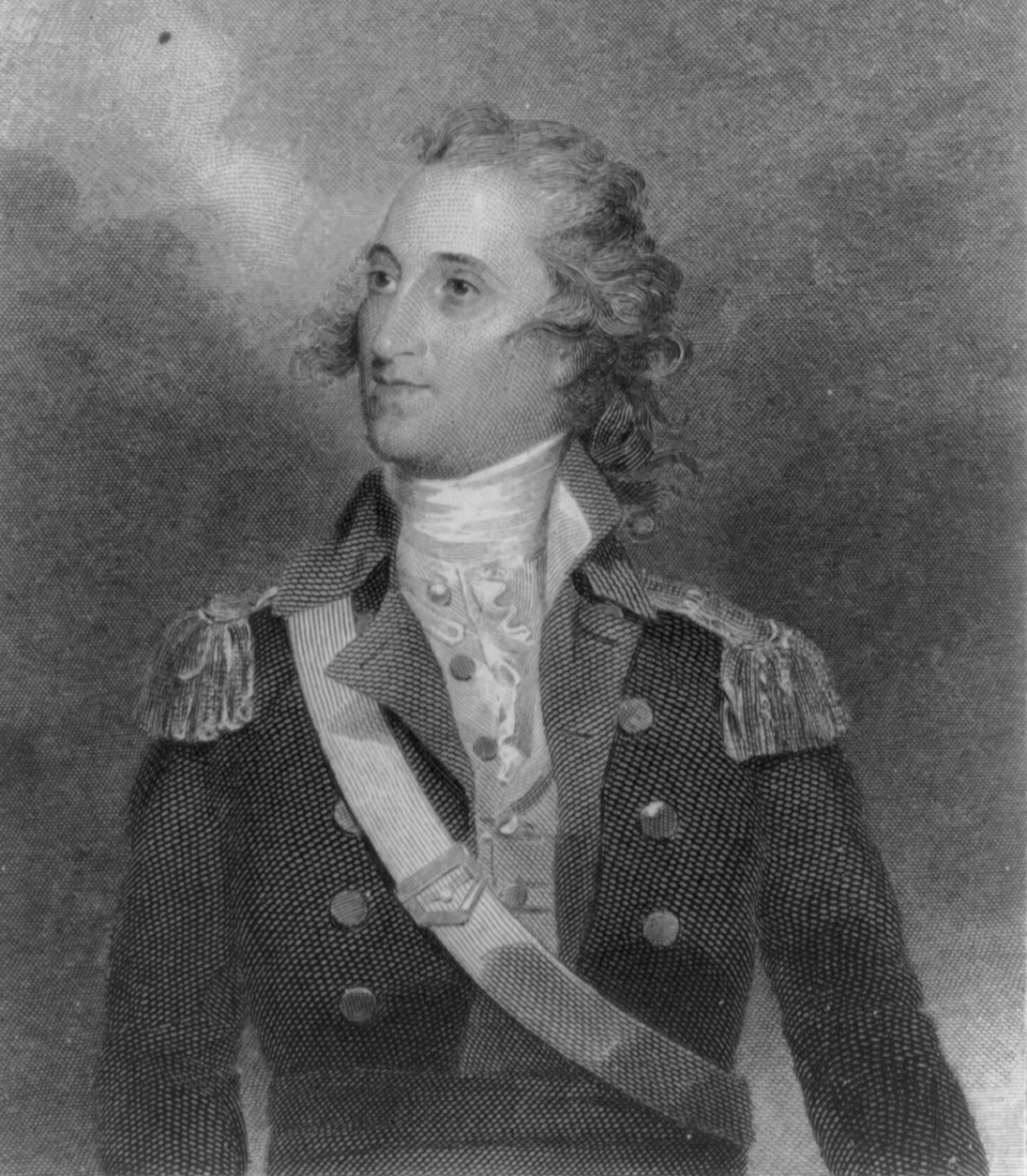
Thomas Pinckney, Stich aus dem 19. Jahrhundert im Besitz der Regierung von South Carolina.

Der Vertrag wurde dem amerikanischen Senat am 26. Februar 1796 übermittelt und dort am 7. März 1796 ratifiziert. Spanien ratifizierte ihn am 25. April 1796. Der Austausch der Ratifizierungsurkunden fand am gleichen Tag statt, die Veröffentlichung am 2. August 1796.
Nach den Bedingungen des Vertrages kamen die Vertragsstaaten überein, dass die südlichen Grenzen der Vereinigten Staaten mit den spanischen Kolonien Ostflorida und Westflorida eine Linie zwischen dem Mississippi entlang des 31. nördlichen Breitengrades bis zum Chattahoochee River, dann entlang der Mitte des Flusses bis zum Zusammenfluss mit dem Flint River, von dort geradeaus bis zum Oberlauf des St. Marys River und von dort entlang der Mitte des Kanals in den Atlantik verlaufen. Das beschreibt den gegenwärtigen Grenzverlauf zwischen Florida und Georgia und die Grenze zwischen dem nördlichen Ende der Florida-Landenge zu dem Teil Louisianas, der östlich des Mississippi liegt.
Diese Grenze war umstritten, seit das Königreich Großbritannien die Territorien seiner Florida-Kolonien erweitert hatte. Es hatte die Grenzen vom 31. Breitengrad nordwärts bis zu einer Linie östlich der Einmündung des Yazoo River in den Mississippi (der heutigen Lage von Vicksburg) verschoben. Nach dem Amerikanischen Unabhängigkeitskrieg versuchte Spanien die britische Grenzziehung festzuschreiben, während die Vereinigten Staaten auf der ursprünglichen Grenze beharrten.
Der Vertrag verpflichtete die Vertragsstaaten, die Grenzlinie gemeinsam abzustecken. Andrew Ellicott war der amerikanische Beauftragte in der Vermessungskommission.
Der Vertrag legte die amerikanische Westgrenze zur spanischen Kolonie Louisiana in der Mitte des Mississippi von der amerikanischen Nordgrenze bis zum 31. nördlichen Breitengrad fest. Diese Vereinbarung führte dazu, dass das Land der indianischen Nation Chickasaw jetzt innerhalb der Grenzen der Vereinigten Staaten lag. Die Vertragsstaaten kamen überein, die einheimischen Völker nicht mehr zu Kriegshandlungen aufzuwiegeln. Zuvor hatte Spanien lokale Völker viele Jahre lang mit Waffen versorgt.
Spanien und die Vereinigten Staaten kamen zudem überein, die Frachtschiffe der jeweils anderen Parteien innerhalb ihrer Zuständigkeitsbereiche gegen Angriffe von jedermann zu verteidigen und weder Bürger noch Frachtschiffe der jeweils anderen Seite festzuhalten oder zu behindern. Der Vertrag garantierte außerdem die Schifffahrt auf der gesamten Länge der Flüsse für beide Seiten.
Das Territorium, das in diesem Vertrag von Spanien abgetreten wurde, wurde ab 1798 als Mississippi-Territorium verwaltet.